# سراقة الأكبر بن مرداس
سراقة بن مرداس بن حارثة البارقي (60 ق هـ - 2 هـ / 563م - 624م): صحابي قديم الإسلام، شاعر، ومن فرسان العرب في الجاهلية، وله ثمانية أبيات يفخر فيها بقبيلته الأزد، ويشيد بانتصارها على قريش، حتى جنحوا للسلم، وأقروا بأن تفرض عليهم الأزد إتاوة بعد أن وقعت الأزد بهم مقتلة عظيمة في خبر طويل.
لقب بالأكبر؛ للتفرقة بينه وبين سراقة بن مرداس الأصغر، ولأنه متقدم زمنًا وسنًا. وحفيدته هي أم الخير بنت الحريش بن سراقة صاحبة الخليفة علي بن أبي طالب في معركة صفين.

## النسب
سراقة بن مرداس بن الحارثة بن عوف بن عمرو بن سعد بن ثعلبة بن كنانة بن البارقي بن بارق بن عدي بن حارثة بن عمرو مزيقياء بن عامر ماء السماء بن حارثة الغطريف بن امرئ القيس بن ثعلبة بن مازن بن الأزد بن سبأ بن يشجب بن يعرب بن قحطان.

## أشهر قصائده
كان من الأزد رجل يدعى أبا أزيهر الأزدي حليفا لأبي سفيان بن حرب. زوج أبنته ابنته عاتكة لأبي سفيان، وزوج ابنته الأخرى الوليد بن المغيرة المخزومي، وبعد أن تسلم أبو أزيهر صداق ابنته من الوليد تبين له أنه يسيء عشرة النساء، يعتدي عليهم بالضرب، فمنع ابنته من بيت الوليد، ولم يعيد المهر. وقيل: بل انتقلت إلى بيت الوليد، وأنه سألها مرة عن أيهما أشرف هو أو والدها، ففضلت والدها، ووصفته بأنه سيد قومه، فلطمها على وجهها، فذهبت مغضبة إلى أبيها، فأقسم أبوها ألا يراها الوليد، ولم يعد المهر إليه.
فلما اجتمع الناس في سوق ذي المجاز على عادتهم السنوية - وكان أبو أزيهر يقيم فيه مع حليفه أبي سفيان - هجم أولاد الوليد بن المغيرة على أبي أزيهر وقلته هشام بن الوليد، وتطور الأمر، فأوقعت الأزد بقريش مقتلة،وتعرضت لعيرها وفرضت عليها إتاوة سنوية، وكادت أن تقع بين القرشيين حرب بسبب ذلك. وذلك بعد معركة بدر، فقال البارقي الأكبر الأبيات الآتيه: